# Ludoval Campos
Ludoval Antonio Reis de Campos, conhecido profissionalmente como Ludoval Campos (Porto Alegre, 22 de março de 1951) é um ator brasileiro.
É ator de prestígio no Rio Grande do Sul onde, de 1967 a 1983, atuou em dezenas de espetáculos de autores nacionais e em seis montagens de Bertolt Brecht, entre as quais Happy End, dirigida por Irene Brietzke, e que lhe rendeu o Prêmio Açorianos de melhor ator em 1981.

## Carreira
Iniciou sua carreira no Teatro de Arena de Porto Alegre. Fez também cinema: Adiós America, super 8 premiado na França; Às margens plácidas, dirigido por Sergio Silva; e Noite, dirigido por Gilberto Loureiro.
No Rio de Janeiro desde 1984, atuou em Love, love, love, dirigido por José de Abreu; Bailei na curva dirigido por Júlio Conte; Mahagonny, dirigido por Luís Antônio Martinez Corrêa; Gardel, uma lembrança, dirigido por Aderbal Freire Filho; e O navio fantasma, ópera dirigida por Gerald Thomas.
Participou de algumas telenovelas da Rede Globo e das minisséries O tempo e o vento, Memórias de um gigolô e O primo Basílio.
Na década de 1990 passou a integrar o elenco fixo da Dry Opera Company, sob a direção de Gerald Thomas. Como ator participou de Carmen com filtro 2,5, M.O.R.T.E., The flash and crash days, The saints and clowns, O império das meias-verdades, Unglauber, Don Juan e Nowhere man. Com direção de Moacir Chaves, atuou em  Don Juan de Moliére, Fausto e A Violência da Cidade, no Teatro III do CCBB. Também atuou no Congresso dos Intelectuais, sob a direção de Aderbal Freire Filho.
Em 2007 participou com ator no elenco fixo da telenovela Paraíso Tropical, de Gilberto Braga e direção de Dennis Carvalho e, em 2009, do elenco fixo da telenovela Caras & Bocas, de Walcir Carrasco e direção de Jorge Fernando.
Foi presidente no biênio 2003/2004 e é conselheiro do Centro Brasileiro de Teatro para a Infância e Juventude (CBTIJ), coordenador do projeto Boca de Cena de Teatro Jovem do SESC-RIO, do 1° Circuíto SESI-CBTIJ de Teatro Infantil e diretor da Tibicuera e Companhia, companhia de teatro de repertório para crianças e jovens. 

## Trabalhos na televisão
- 1982 - O Engano Mortal - Caso Verdade (advogado)
- 1985 - O Tempo e o Vento (Tenente Paiva)
- 1987 - Mandala (empresário gaúcho)
- 1986 - Cambalacho (bandido)
- 1986 - Memórias de um Gigolô (policial)
- 1988 - Vale Tudo (Fernando)
- 1988 - Fera Radical (promotor)
- 1988 - O Primo Basílio (Casimiro)
- 1992 - Deus nos Acuda (delegado)
- 1994 - A Viagem (Tabelião)
- 2005 - Belíssima (Oliveira)
- 2006 - JK (Tancredo Neves)
- 2007 - Paraíso Tropical (Raul)
- 2009 - Caras & Bocas (Nélson)

## Trabalhos no teatro
- 1967 - O rapto das cebolinhas, de Maria Clara Machado e direção de Cancio Vargas
- 1968 - A revolta dos brinquedos, de Pernambuco de Oliveira e direção de Alba Rosa
- 1968 - Os fuzis da Senhora Carrar, de Bertolt Brecht e direção de Wagner Mello
- 1969 - Cordélia Brasil, de Antônio Bivar e direção de Wagner Mello
- 1970 - Arena conta Tiradentes, de Augusto Boal e Gianfrancesco Guarnieri  e direção de Jairo de Andrade
- 1970 - Jornada de um imbecil até entendimento, de Plínio Marcos e direção de João das Neves
- 197l - A resistível ascensão de Arturo Ui, de Bertolt Brecht e direção de Jairo de Andrade
- 1971 - Memórias de um Sargento de Milícias, de Manuel Antônio de Almeida e direção de Antônio Sena
- 1974 - As aventuras de Tibicuera, adaptação do livro homônimo de Érico Veríssimo por Lígia Lopes de Oliveira e direção de Fernando Strelhau
- 1977 - Lá, de Sérgio Jockymann e direção Pereira Dias
- 1977 - O palhaço imaginador, de Ronaldo Ciambrone e direção de Fernando Strelau
- 1977 - Transe, texto e direção de Ronald Radde
- 1978 - Faça-se a luz para o esclarecimento do povo, de Bertolt Brecht e direção de Dilmar Messias
- 1978 - O macaco e a velha, de Ivo Bender e direção de Nara Keiserman
- 1979 - Céu, terra, água e ar... tudo fede sem parar, de Reriner Súcker e Stefan Reisner e direção de Wolfang Kolneder
- 1980 - M'Boiguaçu - A lenda da cobra grande, de Carlos Carvalho e direção de Júlio Cesar Saraiva
- 1981 - As aventuras de Tibicuera, adaptação do livro homônimo de Érico Veríssimo por Lígia Lopes de Oliveira e direção de Néstor Monastério e Ludoval Campos.
- 1981 - Os palhaços do Circo Beija-Flor, de Karl F. Waechter e direção de Léo Ferlauto
- 1981 - Happy End, de Bertolt Brecht e direção de Irene Brietzke
- 1982 - O rei da vela, de Oswald de Andrade e direção de Irene Brietzke
- 1983 - Escravos de Jó, de Carlos Carvalho e direção de Néstor Monastério
- 1984 - Love, Love, Love, de Luiz Arthur Nunes e direção de José de Abreu
- 1984 - Jacaré Espaçonave do Céu, de Zé Zuca e Carlos Lagoeiro e direção de Carlos Lagoeiro
- 1985 - Bailei na curva, texto e direção de Júlio Conte
- 1986 - Mahagony, de Bertolt Brechet e Kurt Weill e direção de Luís Antônio Martinez Corrêa
- 1987 - Gardel, uma lembrança, de Manuel Puig e direção de Aderbal Freire Filho
- 1988 - Vaidades e tolices, de Anton Checov e direção de Axel Rippol Hamer
- 1989 - A gema do ovo da ema, de Silvia Orthof e direção de Nara Keiserman.
- 1989 - JK, texto e direção de Luiz Arthur Nunes
- 1989 - Que pena ser só ladrão, de João do Rio, adaptação de Luís Antônio Martinez Corrêa e direção de Jaqueline Laurence
- 1990 - Machado em Cena, de Machado de Assis e adaptação e direção de Luís de Lima
- 1990 - Carmen com Filtro 2.5, texto e direção de Gerald Thomas
- 1990 - M.O.R.T.E, texto e direção de Gerald Thomas
- 1991 - The Flash and Crash Days, texto e direção de Gerald Thomas
- 1992 - The Saints and Clowns, texto e direção de Gerald Thomas
- 1993 - O Império das meias Verdades - Texto e direção de Gerald Thomas
- 1994 - Unglauber, texto e direção de Gerald Thomas
- 1995 - Don Juan, de Luiz Otavio Frias e direção de Gerald Thomas
- 1996 - Nowhere man, texto e direção de Gerald Thomas
- 1996 - No Verão de 1996, texto e direção de Aderbal Freire Filho
- 1997 - Don Juan, de Molière e direção Moacir Chaves
- 1997 - Um conto para Rosa, de Claudia Valli e direção de Nara Keiserman
- 1998 - O congresso dos intelectuais, adaptação e direção de Aderbal Freire Filho de Turandot de Bertolt Brechet
- 1998 - Conversas com o diabo, adaptação do conto O diabo bom de  P. D. Ouspensk e direção de Shimon Nahmias
- 2000 - Crioula, texto e direção de Stela Miranda
- 2000 - As Aventuras de Tibicuera, adaptação do livro homônimo de Erico Veríssimo por Ine Buamann e Ludoval Campos e direção Nara Keiserman
- 2002 - Histórias pra não dormir, texto e direção de Ivanir Calado
- 2003 - Fausto, de Goethe e direção de Moacir Chaves
- 2003 - A violência da cidade, texto e direção de Moacir Chaves
- 2004 - Boca de Ouro, de Nelson Rodrigues e direção de Carlos Gregório
- 2004 - Vestir os nus, de Pirandello e direção de Antônio Guedes
- 2006 - Uma odisseia no amasso, texto e direção de Claudia Valli
- 2006 - O neurônio apaixonado, ou o que você tem na cabeça menino?, de Claudia Valli e direção de Ivanir Calado
- 2017 - Conta Conto Canta a História,  de Marcela Coelho
- 2018- Fuxicando na Roça, de Marcela Coelho

## Trabalhos no cinema
- 2002 - Roleta (Marcelo)
- 1985 - Noite (repórter)
- 1982 - Adiós América
- 1982 - Às margens plácidas